# Robert Mika
Robert Mika (* 31. Januar 1960 in Łódź) ist ein deutsch-polnischer Filmschauspieler und Synchronsprecher.
Mika absolvierte von 1980 bis 1984 eine Schauspielausbildung an der Staatlichen Schauspielschule in Lodz/Polen.

## Filmografie (Auswahl)
- 1996: Im Namen des Gesetzes (Fernsehserie)
- 1996: Balko (Fernsehserie)
- 1997: Berlin – Moskau
- 1998: Fieber: Ärzte für das Leben (Fernsehserie)
- 2001: HeliCops – Einsatz über Berlin (Fernsehserie)
- 2001: Aktenzeichen XY ... ungelöst! (Fernsehserie)
- 2003: Befreite Zone
- 2003: Zutaten für Träume
- 2003: Richard Sorge – Spion aus Leidenschaft (Spy Sorge)
- 2005: Mit Herz und Handschellen (Fernsehserie)
- 2007: Pfarrer Braun – Ein Zeichen Gottes (Fernsehserie)
- 2009: Hilde
- 2009: Salami Aleikum
- 2013: Lekarze (Fernsehserie)
- 2013: Jedes Jahr im Juni
- 2013: Ojciec Mateusz (Fernsehserie)
- 2014: Zum mächtigen Engel (Pod mocnym aniołem)
- 2014: Im Labyrinth des Schweigens
- 2015: Nackt unter Wölfen
- 2015: Die rote Spinne
- 2015: Prokurator (Fernsehserie)
- 2016: Die Spezialisten – Im Namen der Opfer (Fernsehserie)
- 2017: Bikini Blue
- 2017: Leanders letzte Reise
- 2018: Liebe Freiheit (Drogi wolności)
- 2018: 1983 (Fernsehserie)
- 2019: Der Krieg und Ich (Fernsehserie, 1 Folge)
- 2019: Polizeiruf 110: Tod einer Journalistin (Fernsehreihe)
- 2021: Spreewaldkrimi: Totentanz
- 2024: Die Ermittlung

## Hörspiele (Auswahl)
- 2020: Sabine Stein: Radio-Tatort: Der menschliche Faktor (Karol Dudek / Chor 1) – Regie: Andrea Getto (Original-Hörspiel, Kriminalhörspiel – HR)

## Auszeichnungen und Nominierungen
- Grimme-Preis-Nominierung für die internationale TV-Koproduktion Der Krieg und ich mit Robert Mika in der Rolle des Izak Krakowski